# Amadou i Mariam
Amadou & Mariam van ser un duet musical de Mali, format per la parella nascuda a Bamako Amadou Bagayoko (guitarra i veu) (24 d'octubre de 1954 - 4 d'abril de 2025) i Mariam Doumbia (veu) (nascuda el 15 d'abril de 1958).
El seu àlbum Welcome To Mali (2008) va ser nominat al premi Grammy al millor àlbum de música contemporània del món el 2010. Aquesta parella musical va actuar fins que Bagayoko va morir a l'abril de 2025.
Amadou va perdre la visió als 16 anys, mentre que la Mariam va quedar cega als 5 a conseqüència del xarampió no tractat. Coneguda com "la parella de cecs de Mali", es van conèixer a l'Institut per a Joves Cecs de Mali, on tots dos van actuar a l'Orquestra Eclipse de l'institut, dirigida per Idrissa Soumaoro, i es van adonar que compartien el mateix interès per la música.

## Estil
Els primers enregistraments del duet als anys 80 i 90 comptaven amb una petits arranjaments de guitarra i veu. Des de finals de la dècada de 1990, Amadou i Mariam van produïr música que barreja el so tradicional de Mali amb guitarres de rock, violins sirians, trompetes cubanes, ney egipci, tabals indis i percussió dogon . La combinació d'aquests elements han estat anomenats " Afro-blues "

## Carrera
El 1985 la parella s'havia fet un nom tocant el blues malià. Es van embarcar en una gira per Burkina Faso . El 1986 la parella es va traslladar a Costa d'Ivori i va gravar diversos àlbums de casset. Durant aquest temps van conèixer Stevie Wonder, i el duet va començar a tocar en festivals d'arreu del món.
El 1996 el duet es va traslladar a París on van signar amb el segell Emarcy de Polygram. El 1998 van publicar el seu primer disc gravat fora d'Àfrica, Sou Ni Tile El tema Je pense à toi va ser un èxit a la ràdio francesa i l'àlbum va arribar a vendre 100.000 còpies. El 2003 es va acostar a l'estrella mundial de la música llatina Manu Chao, que després va produir el seu àlbum de 2004 Dimanche à Bamako, que també compta amb la seva singular vocalització.
El 2005, els enregistraments a Costa d'Ivoiri es van publicar per primera vegada en CD com a caixa d'edició limitada i col·lecció "el millor de", Le Meilleur Des Années Maliennes 1990–1995. Amadou & Mariam van guanyar el premi francès Victoire de la Musique al millor disc de música del món de l'any amb Dimanche à Bamako . El 26 d'octubre de 2005 després del seu espectacle a l'Olympia de París, van rebre un disc de platí pel Ministeri de Cultura francès per vendre 300.000 unitats de Dimanche à Bamako. També van guanyar dos premis BBC Radio 3 per a la música del món en les categories africà i millor àlbum per Dimanche à Bamako . El 2006, van gravar, juntament amb Herbert Grönemeyer, l'himne oficial de la Copa del Món de la FIFA 2006 Celebrate the day  (en alemany: "Zeit, dass sich was dreht"). La cançó va encapçalar les llistes alemanyes el juny de 2006. També van tocar a festivals importants als Estats Units com Coachella i Lollapalooza . El 26 de juny de 2007 van participar en el projecte "Africa Express" de Damon Albarn a Glastonbury amb una formació que comptava amb Rachid Taha, K'Naan, Tony Allen, Fat Boy Slim i Tinariwen. Aquesta va ser igualment la seva primera trobada amb Jake Shears de les Scissor Sisters . Després van donar suport a les Scissor Sisters en la seva gira al Regne Unit amb tres nits a l'O2 Arena de Londres. A l'estiu de 2008, van tocar al festival de música Lollapalooza a Chicago, Illinois i al Latitude Festival a Henham Park, Suffolk.
El 2008 van publicar el seu sisè àlbum Welcome To Mali amb la participació de K'Naan, Keziah Jones, -M- i Damon Albarn . La seva cançó Sabali es va col·locar al 15è lloc dels 100 millors temes ' Pitchfork Media del 2008. També es va convertir en el senzill francès més escoltat a tot el món el 2009. El mateix any havien tocat a l'escenari principal del Festival de Glastonbury.
Amadou i Mariam van guanyar la categoria de Millor Grup als premis inaugurals Songlines Music Awards del 2009, els nous premis de música del món organitzats per la revista britànica Songlines. El 26 de maig, van fer un espectacle per donar suport a l'organització benèfica Crisis a la Union Chapel, al nord de Londres, on se'ls va afegir a l'escenari el seu heroi, el guitarrista de Pink Floyd, David Gilmour, que va tocar la segona guitarra donant suport a tot el set de 80 minuts i un bis de 5 minuts. El 8 de juny, van actuar a Late Night with Jimmy Fallon al canal de televisió nord-americà NBC. Aquell mateix any, van donar suport a Blur durant els seus dos concerts de reunió a Hyde Park i també van donar suport a la banda britànica Coldplay a la seva gira Viva la Vida Tour en 8 espectacles. També van presentar amb el seu duo L'Afrique C'est Chic al Jazz Cafe de Londres, on se'ls va unir a l'escenari convidats especials com Theophilus London, Beth Orton, i Krystle Warren; i van fer un espectacle al Roundhouse, Londres, com a part del Festival iTunes. També el 2009, es van convertir en Ambaixadors de la Cultura (Art) de la Fundació Zeitz , ajudant a conscienciar i donar forma a les seves activitats. Actuarien també en directe a la cerimònia del Premi Nobel de la Pau 2009.
El 2010, Route Publishing va publicar la seva autobiografia conjunta Away From the Light of Day al Regne Unit.  L'11 de juny, Amadou i Mariam van aparèixer a la celebració d'inici de la Copa del Món de 2010 de la FIFA, organitzada a Sud-àfrica, juntament amb Alicia Keys, John Legend, Tinariwen i Shakira davant de 80.000 persones i centenars de milions d'espectadors de televisió.  Aquell mateix any, Amadou i Mariam van contribuir amb la cançó "Tambara" a la compilació Raise Hope for Congo de Enough Project i Downtown Records . Els ingressos recollits van adreçar-se al fons de recaptació per la protecció i l'empoderament de les dones del Congo, així com per inspirar persones de tot el món alçant la seva veu per la pau al Congo. Welcome To Mali va ser nominat al premi Grammy al millor àlbum de música del món contemporània a la 52a edició dels Premis Grammy. Matt Groening els va escollir per actuar a l'edició del festival All Tomorrow's Parties que va promoure el maig de 2010 a Minehead, Anglaterra.

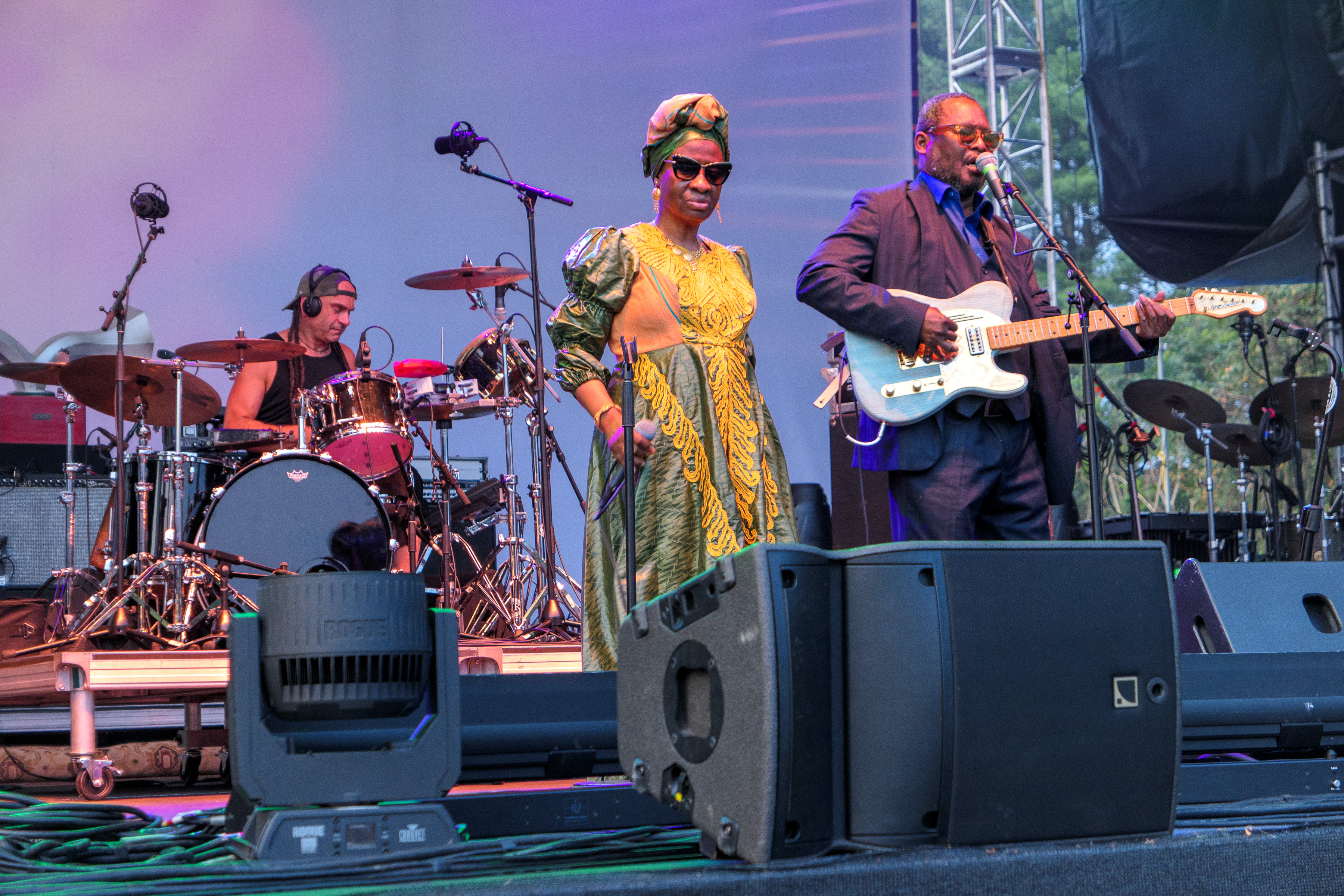
El duet en una actuació als Estats Units del 2024

El febrer de 2011, Amadou i Mariam van actuar en un dels actes de suport per a U2 durant en les etapes de Johannesburg i Ciutat del Cap en la seva gira U2 360 . Al juliol van fer els seus primers concerts a les fosques, Eclipse, que havien estat encarregats pel Festival Internacional de Manchester. Van fer aquests espectacles a Londres el novembre de 2011 i a París el gener de 2012. El 2011, també es van convertir en ambaixadors del Programa Mundial d'Aliments.  Viatjaren a Haití i van oferir com a himne una nova cançó Labendela (Els nens són el futur). La seva primera biografia Away From The Light of Day es va publicar als Estats Units.
El seu vuitè àlbum Folila va ser llançat el 2 d'abril de 2012. Folila, que significa "música" en Bambara, es va gravar a Bamako i Nova York amb convidats especials com Santigold, TV on the Radio i Jake Shears. El primer senzill de l'àlbum Dougou Badia va ser llançat el 20 de gener. El tema amb l'aparició de Santigold com a convidat, va ser aclamat per la NME com "un gran cop mestre de mescla de gènere sense gènere". A França, el tema Oh Amadou, que és un duet amb Bertrand Cantat, va ser escollit com a single.
El 22 de setembre de 2017 van publicar el seu àlbum La Confusion amb crítiques diverses.
El 8 de setembre de 2024 van interpretar la cançó de Serge Gainsbourg, Je suis venu te dire que je m'en vais, a la cerimònia de clausura dels Jocs Paralímpics d'estiu de 2024 .
Amadou Bagayoko va morir el 4 d'abril de 2025 als 70 anys, a Bamako, Mali.

## Discografia

### Àlbums d'estudi
| Any                                                           | Àlbum             | Millor classificació | Millor classificació | Millor classificació | Millor classificació | Millor classificació | Millor classificació | Millor classificació |
| Any                                                           | Àlbum             | BEL (Fl)             | BEL (Wa)             | FRA                  | NED                  | NOR                  | SWE                  | SWI                  |
| ------------------------------------------------------------- | ----------------- | -------------------- | -------------------- | -------------------- | -------------------- | -------------------- | -------------------- | -------------------- |
| 1998                                                          | Se te djon ye     | –                    | –                    | –                    | –                    | –                    | –                    | –                    |
| 1999                                                          | Sou Ni Tilé       | –                    | –                    | 61                   | –                    | –                    | –                    | –                    |
| 2000                                                          | Tje ni mousso     | –                    | –                    | –                    | –                    | –                    | –                    | –                    |
| 2002                                                          | Wati              | –                    | –                    | –                    | –                    | –                    | –                    | –                    |
| 2004                                                          | Dimanche à Bamako | 70                   | 14                   | 2                    | 93                   | –                    | 28                   | 16                   |
| 2008                                                          | Welcome to Mali   | 83                   | 73                   | 33                   | –                    | –                    | –                    | 82                   |
| 2012                                                          | Folila            | 89                   | 80                   | 31                   | –                    | 32                   | –                    | 53                   |
| 2017                                                          | La Confusion      | –                    | 100                  | 173                  | –                    | –                    | –                    | –                    |
| "—" àlbum que no va sortir a les llistes o no es va publicar. |                   |                      |                      |                      |                      |                      |                      |                      |

### Recopilacions
- 2005: Je pense à toi: The Best of Amadou & Mariam
- 2006: 1990–1995 Le Meilleur des Années Maliennes
- 2007: Paris Bamako (DVD + CD 12 títols en directe)
- 2009: The Magic Couple: The Best of Amadou & Mariam 1997–2002

### Col·laboracions
- 2010: The Rough Guide To Desert Blues

### Senzills
| Any                                                           | Single                                   | Millor classifcació | Millor classifcació | Millor classifcació | Millor classifcació | Album |
| Any                                                           | Single                                   | BEL (Fl)            | BEL (Wa)            | FRA                 | SWI                 | Album |
| ------------------------------------------------------------- | ---------------------------------------- | ------------------- | ------------------- | ------------------- | ------------------- | ----- |
| 1998                                                          | Je pense à toi                           | –                   | –                   | 43                  | –                   |       |
| 2005                                                          | Sénégal Fast Food (presentant Manu Chao) | –                   | 30 (Ultratop)       | 28                  | –                   |       |
| 2005                                                          | Beaux dimanches                          | –                   | –                   | 48                  | –                   |       |
| 2012                                                          | Oh Amadou (presentant Bertrand Cantat)   | –                   | 46 (Ultratip)       | 176                 | –                   |       |
| 2012                                                          | Sabali                                   | 40                  | 20 (Ultratip)       | 60                  | –                   |       |
| 2017                                                          | Bofou Safou                              | –                   | –                   | 134                 | –                   |       |
| 2021                                                          | Mon Cheri (amb Sofi Tukker)              | –                   | –                   | –                   | –                   |       |
| "—" àlbum que no va sortir a les llistes o no es va publicar. |                                          |                     |                     |                     |                     |       |